# Noordoostpolder

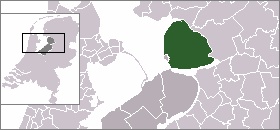
Localização de Noordoostpolder.

Noordoostpolder é um município da província de Flevolândia, Países Baixos. Tinha, em 1 de janeiro de 2020, uma população de 47 291 habitantes, constituindo uma densidade demográfica de 103 habitantes por quilômetro quadrado. Dessa população, 23 958 eram homens e 23 333 mulheres.